# Качар
Качар (каз. Қашар) — посёлок городского типа в Костанайской области Казахстана, подчинён городской администрации Рудного. Административный центр и единственный населённый пункт Качарской поселковой администрации. Включает в себя 3 микрорайона.

## История
В начале XIX века казахский род Шандаяк, который принадлежал Среднему жузу, обосновался на восточном берегу озера Качар. В то время озеро было полноводным и обширным, богато рыбой и дичью.
Озеро имело полукруглую форму с выступающим вглубь озера полуостровом. Это дало возможность жителям соорудить нехитрый естественный загон для скота. Приозёрная степь представляла прекрасные выпасы для скота.
Аул, как и озеро, называли «Качар», что означает «тёлка» или «молодая корова». Среди местных казахов до сих пор сохранилось предание о пропавшей в озере тёлке и о том, какое горе это принесло бедняцкой семье казаха.
К началу XX века аул насчитывал 60 дворов. Селение представляло собой одну улицу, по обеим сторонам которой располагались глинобитные и саманные землянки. В землянке под одной крышей жили и люди, и овцы, и коровы с телятами.
Население занималось животноводством — разведением овец, коров, лошадей. Продукты животноводства вывозили в русские села и меняли их на хлеб и одежду. В ауле была мечеть и начальная школа.
В 1930-е годы в период коллективизации и организации колхозов посёлок был заброшен. Жители перешли жить в русские сёла Андреевку и Фёдоровку.

### Качарское озеро Утюгун-Куль
В географическом названии озера Утюгун-Куль отражается природа этой земли. Озеро расположено на пути миграции перелетных птиц, и является местом обитания уток, гусей, журавлей и лебедей. Грачи прочно обосновались в берёзовых колках Утюгун-Куля.
Название озера переводится как «Приходящее озеро» — то высыхает, то наполняется водой. По древнему преданию, на берегу озера жил сильный и могучий казахский род. Главой рода был Утеген, в честь него и было названо озеро.
На берегу озера жители соорудили колодец или копань оригинальной конструкции. Копань дренировала озёрную воду. Внутренние стенки копани были выложены болотными кочками, которые препятствовали заиливанию и прекрасно фильтровали воду. Этот источник пресной воды служил людям до 60-х годов XX века.
В 1930-е годы в связи с коллективизацией сельского хозяйства аул и озеро были заброшены. В этот период озеро несколько раз пересыхало и вновь набиралось водой.
С открытием Качарского месторождения и его разработкой в 1975 году начали проводить работы по очистке озера. Горняки очистили дно водоёма, заполнили его водой из накопителя и запустили в него мальков сазана и карпа. Теперь на радость любителям природы на озере гнездится дичь, водится рыба. Отведено и отсыпано место под пляж.

## География
Расположен примерно в 43 км к северу от Рудного. Код КАТО — 392435100. В 3 км к западу от посёлка находится озеро Конайколь.

## Население
В 1999 году население посёлка составляло 10 731 человек (5077 мужчин и 5654 женщины). По данным переписи 2009 года в посёлке проживало 11 357 человек (5494 мужчины и 5863 женщины).
На начало 2019 года население посёлка составило 12 561 человек (6008 мужчин и 6553 женщины).

## Качарское месторождение железной руды
Уникальное месторождение магнетитовых руд Качарское по запасам и качеству руд превосходит месторождения железорудного бассейна Верхнего озера в США, где добывается до 80 % всей железной руды страны.
В строении рудных залежей участвуют сплошные богатые и более бедные вкрапления магнетитовой руды с прослоями безрудных пород. Глубокими буровыми скважинами, пройденными на Качарском месторождении, установлено, что рудные залежи простираются на глубину более 1 км. По условиям залегания (мощности пород покровной толщи 165 м, обводненности) Качарское месторождение аналогично, например, Сарбайскому, на котором имеется опыт строительства карьера.
Месторождение находится в 55 км от Костаная, на таком же расстоянии от него расположен Рудный. До ближайшей железнодорожной станции Озёрной на Среднесибе — 22 км. В орографическом отношении площадь Качарского месторождения представляет собой степную равнину. Абсолютные отметки поверхности в районе месторождения колеблются от 189 до 197 м. Основной водной артерией района является река Тобол и её притоки Аят и Уй с притоком Тогузак. Река Тобол протекает в 50 км к юго-востоку от Качарского месторождения. Климат района резко континентальный, характеризуется сухим и жарким летом и суровой продолжительной зимой. Преобладающее направление ветров % юго-западное. Среднегодовое количество осадков в районе колеблется в пределах 147—504 мм и в среднем составляет 340 мм. Проектное задание на строительство Качарского горно-обогатительного комбината было выполнено институтом «Гипроруда» в 1959 году в двух вариантах разработки: открытым и подземным способами.
В октябре 1960 года проектное задание было рассмотрено Советом Министров СССР, утверждён вариант открытых работ. Границы карьера устанавливали, исходя из значения расчётного экономически целесообразного коэффициента вскрыши 10 м³/м³ и величины углов предельного откоса по рыхлой толще до 26° (в среднем 23–24°), по скальным породам 42–38°. Форма карьера в плане приближается к кругу, размеры его на конец отработки следующие: длина по поверхности (в широтном направлении) 3000 м; ширина по поверхности (в меридиональном направлении) 2900 м; длина по дну 430 м; ширина по дну 175 м; глубина карьера 723 м; абсолютная отметка дна карьера 530 м; площадь карьера по поверхности 7 372 000 м². Запасы руды в контуре карьера 1040 млн т (313,5 млн м³). Общее количество пустых пород 3532,4 млн т (1635,5 млн м³), в том числе рыхлых и полускальных — 1800,9 млн т (969,5 млн м³), скальных 1731,4 млн т (665,98 млн м³).
Наиболее ценными рудами на Качарском месторождении являются мартеновские и доменные, не требующие обогащения и агломерации. Подавляющая масса их сосредоточена, как уже отмечалось, в границах верхней богатой зоны северного и частично южного участка. Общие запасы богатых руд со средним содержанием железа около 55 % составляют 467 млн т, что значительно превосходит подсчитанные запасы богатых руд Сарбайского месторождения.